# Crise migratoire en Asie du Sud-Est de 2015

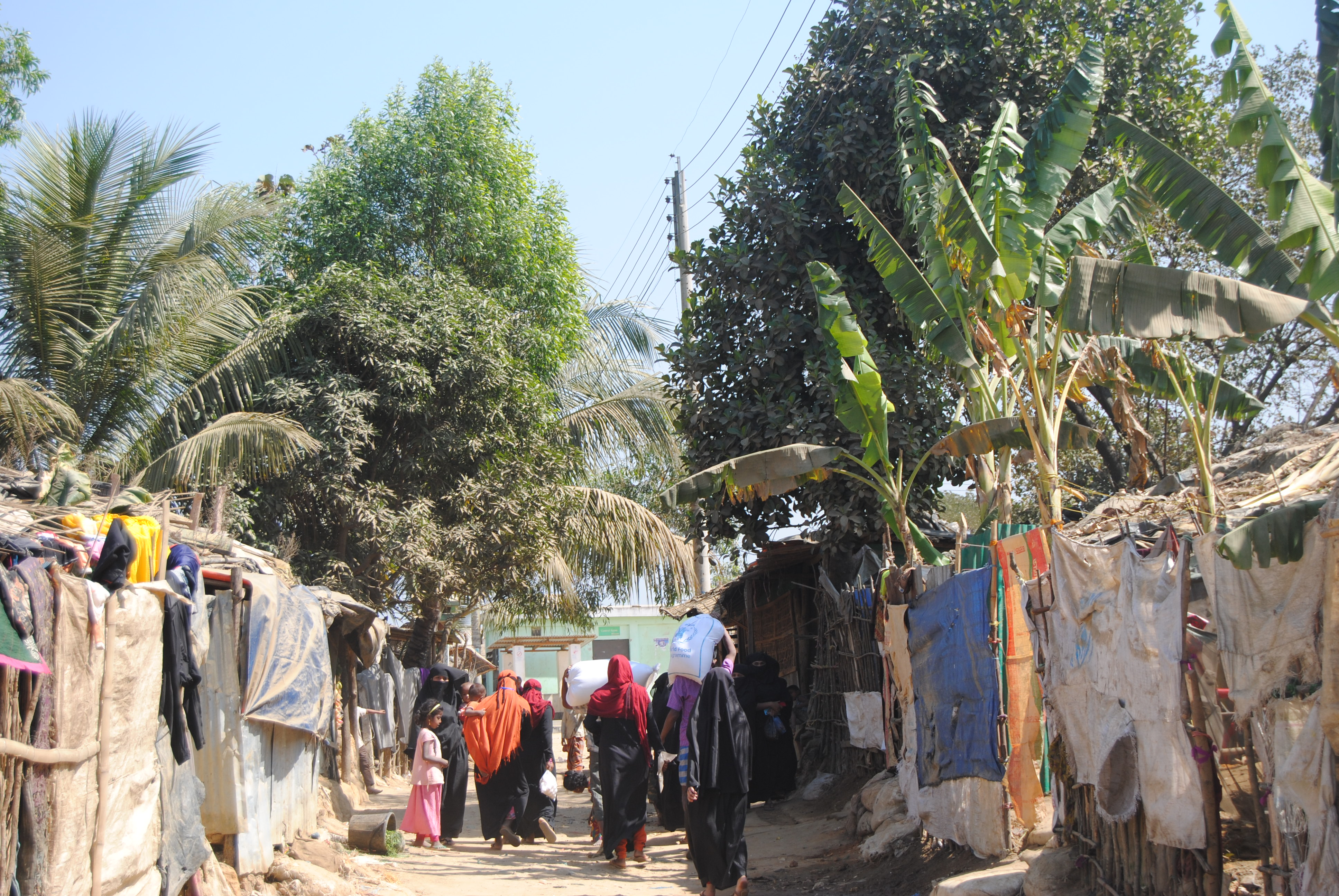
la crise migratoire a amené des gens dans des camps

La crise migratoire en Asie du Sud-Est de 2015 est une série d'incidents impliquant notamment des Rohingya de Birmanie ou du Bangladesh essayant de migrer vers la , la Malaisie et l'Indonésie en 2015. Ces incidents incluent la découverte de fosses communes liées au trafic de personnes, ainsi que la retenue en mer de bateaux de migrants et migrantes.